# Dudki (rejon mostowski)
Dudki (biał. Дудкі; ros. Дудки, hist. Kozibór-Dudki) – wieś na Białorusi, w obwodzie grodzieńskim, w rejonie mostowskim, w sielsowiecie Kuryłowicze, nad Szczarą.
W dwudziestoleciu międzywojennym leżały w Polsce, w województwie nowogródzkim, w powiecie słonimskim, w gminie Kuryłowicze.